# Kepler-48 e
 (mai 2025).
Kepler-48 e est une exoplanète de type Jupiter froid en orbite autour de la son étoile hôte Kepler-48, située à environ 1 000,44 années-lumière de la Terre.

## Caractéristiques physiques
L'exoplanète se distingue par sa masse imposante de 2,1 MJ et son rayon de 1,2 RJ.

## Orbite
Elle orbite à 1,90  unités astronomiques de son étoile, une distance comparable à celle de Mars dans le système solaire.

## Découverte
L'exoplanète a été découverte par la méthode des vitesses radiales en 2014.

## Habitabilité
Les conditions d'habitabilité de cette exoplanète ne sont pas déterminées ou ne sont pas connues.